# Extreme Football
Extreme Football (Foot 2 rue extrême in Francia) è una serie animata in computer grafica composta da 39 episodi, prodotta nel 2014 da Tele Images Productions e Maga Animation Studio in collaborazione con Rai Fiction e France Télévisions, liberamente ispirata al romanzo di Stefano Benni La Compagnia dei Celestini. La serie è andata in onda su Rai 2 dal 9 giugno 2014 in occasione dei mondiali di calcio, tuttavia è stata interrotta all'episodio 26 ed è proseguita su Rai Gulp con i rimanenti 13 episodi durante il periodo natalizio del 2015.

## Trama
Cinque squadre composte da cinque giocatori ciascuna, con caratteristiche e stili differenti, si fronteggiano ogni volta con diverse regole e percorsi allo scopo di stabilire la migliore. Alla fine del campionato, solo una potrà partecipare ai mondiali di Extreme Football.

## Personaggi Principali
- Samuele "Samu": capitano della squadra La Team. Samu è un ragazzo sicuro di sè, forte, coraggioso e un buon amico. Inizialmente quando sua madre si risposa lui non è molto contento della cosa e non vuole avere a che fare con Tag ma dopo averlo conosciuto e averlo visto giocare lo accetta e gli chiede di diventare l'allenatore della squadra. A volte può essere timido dato che quando è in imbarazzo arrossisce in modo vistoso. È innamorato ricambiato di Zara.

- Greg: il migliore amico di Samu. Greg è un ragazzo timido, che è molto insicuro e tende a balbettare quando parla. Ma quando gioca cambia completamente ed è il miglior cannoniere della squadra. È innamorato di Cassandra.

- Luna: ragazzina sarcastica, ma anche un po' presuntuosa e sicura di sè. Pur essendo la più bassa della squadra, cosa che le dà un senso di inadeguatezza, è agile e molto veloce qualità che la rendono un ottimo difensore. È innamorata di Bruno.

- Gioele: il portiere della squadra e l'ultimo membro ad esserne entrato. Gioele è molto allegro, iperattivo, energico, e intelligente ma anche ingenuo e influenzabile. Questa sua caratteristica lo porta a essere facilmente manipolato e a essere preso di mira dai Dark Side.

- Ines: la migliore amica di Luna e la giocatrice più veloce del suo team. Ines è una ragazza dolce, calma, razionale e intelligente ma anche insicura per certi versi. Suo padre la chiama "gazzella" per via delle sue doti atletiche.

- Lucio Tagano "Tag": fratello maggiore acquisito di Samu e allenatore del La Team. Ragazzo molto calmo, maturo, saggio e comprensivo ed è sempre pronto a dare consigli a La Team ogni volta che sembrano persi. In passato è stato il campione mondiale di Street Football e capitano della squadra I Celestini nella serie Street Football conosciuto con il nome Lucifero.

## Altre Squadre
- Dark Side: composta dal capitano Sly, Dimi, Crina, Fat e Genna, sono la squadra conosciuta per essere la più scorretta del campionato. Il loro stile di gioco si basa più sull'imbroglio che sull'allenamento, tendono a inventare sfide per svantaggiare i loro avversari e alcune volte a destabilizzarli per facilitare loro la vittoria.

- Ninjaz: composta dal capitano Lila, Shiva, Teresa, Mawell e Lord. Conosciuti per essere una squadra molto unita, specializzata nelle acrobazie aeree e ben organizzata capace persino di giocare al buio.

- Magics: composta dal capitano Walter, Cassandra, Pablo, Fino e Emi. Questa squadra è famosa per le tecniche di gioco spettacolari ed esibizionistiche, purtroppo non hanno "Spirito di Squadra" e alcune volte tendono anche a giocare gli uni contro gli altri solo per essere al centro dell'attenzione.

- Del Toro: composta dal capitano Bruno, Forza 12, Incudine, Yes Man e Zara. I componenti della squadra sono fratelli e sorella e sono molto uniti, cosa su cui si basa il loro stile di gioco.

## Altri Personaggi
- Renatone: è l'arbitro del campionato. Uomo severo ma giusto, non fa favoritismi e pretende che le regole vengano rispettate e si giochi correttamente.

- Isabella: la madre di Samu.

- Ramon: il padre di Tag.

## Sigla
La sigla italiana Extreme Football è scritta e cantata da Luca Caneparo con la musica di Demetrio Focarelli Barone e Paolo Pasquariello.

## Episodi
| Stagione       | Episodi | Prima TV |
| -------------- | ------- | -------- |
| Prima stagione | 39      | 2014     |